# 万物
| ウィキペディアには「万物」という見出しの百科事典記事はありません（タイトルに「万物」を含むページの一覧/「万物」で始まるページの一覧）。 代わりにウィクショナリーのページ「万物」が役に立つかもしれません。 |